# Beyond Eyes
『Beyond Eyes』(ビヨンド・アイズ)は、2015年に発売された3Dアドベンチャーゲーム。シェリダ・ハラトワが開発し、Team17が発売した。盲目の少女を操作し、水彩画のような世界を冒険するという特徴がある。2021年配信終了。

## 概要
Beyond Eyesは独立系デベロッパーのTiger and Squidに所属するシェリダ・ハラトワがID＠Xboxを使用してほぼ1人で開発した。2015年6月18日にアメリカのロサンゼルスで行われたゲーム見本市の「エレクトロニック・エンターテインメント・エキスポ (E3) 2015」で初めて登場した。

## ゲーム内容

### あらすじ
事故によって盲目となった少女Raeは、唯一の友達である猫のNaniがある日から姿を見せなくなったため、家を出てNaniを探す旅に出る。

### システム
主人公のRaeは目が見えないため、外は当初真っ白な世界である。歩きながら周囲の音を聞くことで少しずつ風景が表示される。音に頼っているため、Raeが想像したものと実際のものが異なる場合がある。基本的には明るい色彩で描かれるが、カラスの鳴き声や犬の吠える声、得体の知れない音などは暗い色彩で描かれる。こうした音に近づくとRaeが怖がり、それ以上近づくことができなくなるため、別の道から迂回する必要がある。戦闘の要素は存在しない。

## 配信停止
2021年、開発者が自身のXで、販売元であるTeam17とパプリッシング契約の更新を行わないと発表、これにより2015年から6年間販売されていた本作は配信終了となった。

## 評価
配信停止までのsteam内のカスタマーレビューではレビュー全体の1,534件中1,034件が「好評」、500件が「不評」となっており、全体として「賛否両論」となっている。ASCII.jpでは「　本作は見る人の感情によって世界が美しいものや恐ろしいことに変化することを表現したグラフィックを堪能できるゲームだが、一方で“ゲーム性”となると評価がしづらい。」としている。